# Vinkler János
Vinkler János (Királydaróc, 1886. szeptember 13. – Pécs, 1968. február 7.) magyar jogtudós, egyetemi tanár, az MTA tagja (levelező: 1928).

## Életpályája
A Budapesti Tudományegyetemen 1909-ben jogtudományi, majd 1910-ben államtudományi doktori oklevelet szerzett. 1912-ben gyakorlati bírói vizsgát tett, 1916-ban perjogból magántanárrá képesítették. 1933. májustól szeptemberig Marburgban és Lipcsében a német igazságügyi szervezetet és peres eljárást, valamint az egyetemi oktatást tanulmányozta. 1909–10-ben a budapesti V. kerületi járásbíróságon, 1910–11-ben a budapesti büntető törvényszéken, illetve a  kereskedelmi és váltótörvényszéken, 1911–12-ben budapesti törvényszéken volt joggyakornok, 1912–16-ban a pécsi püspöki joglíceum ny. rk., 1916–22-ben ny. r. tanára. 1922-től a pécsi Erzsébet Tudományegyetemen a magyar polgári törvénykezési jog ny. r., majd egyetemi tanára. 1927–28-ban a pécsi Erzsébet Tudományegyetem Jog- és Államtudományi Karának dékánja, 1939–40-ben az egyetem rektora volt. 
1956-ban vonult nyugállományba. 
1928-ban a tagválasztások alkalmával az MTA II. osztály jelöltjei közül Tomcsányi Móricot és Vinkler Jánost választották meg az MTA levelező tagjává. Míg Tomcsányit a harmadik, Vinklert azonban az első tagajánlást követően választották meg.
Vinkler akadémiai tagságát 1949-ben törölték, majd 1989-ben (posztumusz) állították helyre.

## Fő kutatási területe
A polgári perjog, továbbá foglalkozott a magyar alkotmány- és jogtörténettel is.

## Főbb művei
- Peregyezség (Budapest, 1915)
- A magyar igazságszolgáltatási szervezet és polgári peres eljárás a mohácsi vésztől 1938-ig 1-2. (Pécs, 1921–27)
- Az igazság a polgári perben (Budapest, 1929)
- Magyary Géza r. tag emlékezete (Budapest, 1933)
- A jog, a jogviszony, perjogviszony (Budapest, 1936)
- A bírói határozatok (A magyar polgári perjog főbb kérdései. Budapest, 1953)